# BHW Bausparkasse
BHW Bausparkasse AG è un fornitore di Servizi finanziari tedesco, si trova ad Hameln, è nata nel 1928. Dal gennaio 2006, BHW è una costola di Postbank.

## Storia
L'azienda è stata fondata nel 1928 nella forma giuridica di GmbH a Berlino. I soci fondatori sono state le organizzazioni professionali di dipendenti statali tedeschi. BHW è l'acronimo di Beamten Heimstätten Werk. Lo statuto originario della banca prevedeva il divieto di prestare soldi ai commercianti, in quanto nel periodo storico di nascita della banca vigeva in Germania un forte antisemitismo, e i commercianti erano usualmente di religione ebraica. Oggi, BHW è aperto anche ai non dipendenti come clienti e non rispetta alla lettera le norme del proprio statuto originario.
Dopo la Seconda guerra mondiale l'azienda trasferisce la sua sede nel 1947 ad Hameln.

### BHW cassa di credito edilizio AG
La cassa di credito edilizio BHW nel 2006 aveva un patrimonio di circa 4,52 milioni di contratti di risparmio con un importo contrattuale totale di 107900000000 € (anno precedente: 4.65 milioni di contratti, importo totale di 108700000000 €).
Dal 1 ° Gennaio 2008 Hans-Joachim Gasda è il nuovo CEO della società edificio BHW. Il suo predecessore, Michael Meyer, è Vice Presidente del Product Marketing di Postbank.